# Identitat personal
La identitat personal és la identitat numèrica única d'una persona al llarg del temps. Les discussions sobre la identitat personal solen tenir com a objectiu determinar les condicions necessàries i suficients en les quals es pot dir que una persona en un moment i una altra en un altre moment són la mateixa persona, que persisteixen en el temps.
En filosofia, el problema de la identitat personal es refereix a com un és capaç d'identificar una sola persona durant un interval de temps, tractant preguntes com: "Què fa veritat que una persona alhora és el mateix que una persona en un altre moment?" o "Quin tipus de coses som persones?"
En la metafísica contemporània, la qüestió de la identitat personal es coneix com el problema diacrònic de la identitat personal.  El problema sincrònic es refereix a la qüestió de quines característiques i trets caracteritzen una persona en un moment donat. Tant la filosofia analítica com la filosofia continental indaguen sobre la naturalesa de la identitat. La filosofia continental s'ocupa de mantenir conceptualment la identitat quan s'enfronta a diferents proposicions, postulats i pressupòsits filosòfics sobre el món i la seva naturalesa.

## Continuïtat de la substància

### Substància corporal
Una manera d'explicar com les persones persisteixen en el temps és dir que la identitat consisteix en la continuïtat física o corporal. Tanmateix, hi ha problemes amb aquesta visió. Com il·lustra l'experiment de pensament Nau de Teseu, fins i tot per als objectes inanimats hi ha dificultats per determinar si un cos físic alhora és el mateix que un cos físic en un altre moment. Amb els humans, amb el pas del temps, els nostres cossos envelleixen i creixen, perdent i guanyant matèria, i durant els anys suficients no constarà de la major part de la matèria en què van consistir abans. Per tant, és problemàtic fonamentar la persistència de la identitat personal al llarg del temps en l'existència contínua dels nostres cossos. No obstant això, aquest enfocament té els seus partidaris, que defineixen els humans com a organismes biològics. Afirmen la proposició que una relació psicològica no és necessària per a la continuïtat personal.  Aquesta ontologia de la identitat personal assumeix la teoria relacional dels processos de sosteniment de la vida en lloc de la continuïtat corporal.
El problema de la teleportació proposat per Derek Parfit està dissenyat per treure intuïcions sobre la continuïtat corporal. L'experiment mental analitza casos en què una persona és teletransportada de la Terra a Mart. En última instància, la incapacitat d'especificar on en un espectre la persona transmesa deixa de ser idèntica a la persona inicial a la Terra sembla demostrar que tenir un cos físic numèricament idèntic no és el criteri per a la identitat personal.

### Substància mental
En un altre concepte de ment, es considera que el conjunt de facultats cognitives  consisteix en una substància immaterial, separada i independent del cos. Si llavors una persona s'identifica amb la seva ment, en lloc del seu cos, si es considera que una persona be la seva ment, i la seva ment és una substància no física, aleshores la identitat personal al llarg del temps es pot basar en la persistència d'aquesta no -substància física, malgrat el canvi continu de la substància del cos a la qual s'associa.
El problema ment-cos es refereix a l'explicació de la relació, si n'hi ha, que existeix entre les ments, o processos mentals, i els estats o processos corporals. Un dels objectius dels filòsofs que treballen en aquesta àrea és explicar com una ment no material pot influir en un cos material i viceversa.
Això és controvertit i problemàtic, i adoptar-lo com a solució planteja preguntes. Les experiències perceptives depenen dels estímuls que arriben a diversos òrgans sensorials del món extern i aquests estímuls provoquen canvis en els estats mentals ; en última instància, causant sensació.  Un desig de menjar, per exemple, tendirà a fer que una persona mogui el seu cos d'una manera i en una direcció per obtenir aliments. La pregunta, doncs, és com és possible que les experiències conscients sorgeixin d'un òrgan (el cervell humà ) que posseeix propietats electroquímiques. Un problema relacionat és explicar com les actituds proposicionals (per exemple, creences i desitjos) poden provocar que les neurones del cervell s'encenguin i els músculs es contraguin de la manera correcta. Aquests comprenen alguns dels trencaclosques amb què s'han enfrontat epistemòlegs i filòsofs de la ment almenys des de l'època de René Descartes.

## Continuïtat de la consciència

### La concepció de Locke

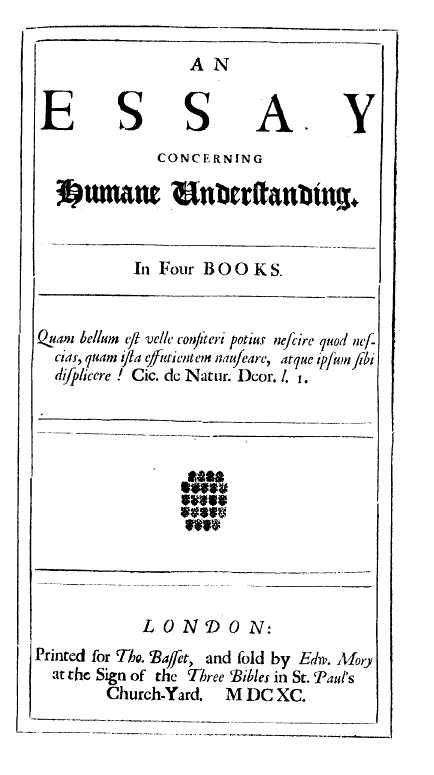
Un assaig sobre l'enteniment humà en quatre llibres (1690) de John Locke (1632–1704)

John Locke considerava que la identitat personal (o el jo ) es basava en la consciència (és a dir, la memòria ), i no en la substància de l'ànima o del cos. S'ha dit que el capítol 27 del llibre II del seu Assaig sobre l'enteniment humà (1689), titulat "Sobre la identitat i la diversitat", és una de les primeres conceptualitzacions modernes de la consciència com a autoidentificació repetida d'un mateix . Mitjançant aquesta identificació es podria atribuir responsabilitat moral al subjecte i justificar el càstig i la culpa, tal com apuntarien crítics com Nietzsche.
Segons Locke, la identitat personal (el jo) "depèn de la consciència, no de la substància" ni de l'ànima. Som la mateixa persona en la mesura que som conscients dels pensaments i accions passats i futurs de la mateixa manera que som conscients dels pensaments i accions presents. Si la consciència és aquest "pensament" que "va al costat de la substància... que fa la mateixa persona", aleshores la identitat personal només es basa en l'acte repetit de la consciència: "Això ens pot mostrar en què consisteix la identitat personal: no en la identitat de substància, però... en la identitat de la consciència". Per exemple, es pot afirmar que és una reencarnació de Plató i, per tant, té la mateixa substància de l'ànima. Un seria la mateixa persona que Plató només si tingués la mateixa consciència dels pensaments i accions de Plató que ell mateix. Per tant, la pròpia identitat no es basa en l'ànima. Una ànima pot tenir diverses personalitats.
Tampoc l'autoidentitat es basa en la substància corporal, argumenta Locke, ja que el cos pot canviar mentre la persona segueix sent la mateixa. Fins i tot la identitat dels animals no es basa en el seu cos: "la identitat animal es conserva en la identitat de la vida, i no de la substància", a mesura que el cos de l'animal creix i canvia durant la seva vida. D'altra banda, la identitat dels humans es basa en la seva consciència. 
Aquest cas fronterer porta a aquest pensament problemàtic que, com que la identitat personal es basa en la consciència, i només un mateix pot ser conscient de la pròpia consciència, els jutges humans exteriors potser no saben mai si realment jutgen —i castiguen— la mateixa persona, o simplement la mateixa. cos. En altres paraules, Locke argumenta que un pot ser jutjat només pels actes del cos, ja que això és el que és evident per a tots menys Déu. Només som responsables dels actes dels quals som conscients. Això constitueix la base de la defensa de la bogeria —no es pot fer responsable dels actes dels quals era inconscient— i, per tant, porta a qüestions filosòfiques:
| « | La identitat personal consisteix [no en la identitat de la substància] sinó en la identitat de la consciència, on si Sòcrates i l'actual alcalde de Queenborough estan d'acord, són la mateixa persona: si el mateix Sòcrates despert i dormint no participa de la mateixa consciència, Sòcrates despert i dormint no és la mateixa persona. I castigar Sòcrates desperta pel que Sòcrates adormit pensava, i Sòcrates despert mai no va ser conscient, no seria més correcte que castigar un bessó pel que va fer el seu germà bessó, del que no sabia res, perquè els seus exteriors eren tan semblants. que no es podien distingir; perquè aquests bessons s'han vist. | » |

O de nou:
| « | PERSONA, tal com entenc, és el nom d'aquest jo. Allà on un home troba el que es diu, allà, crec, un altre pot dir que és la mateixa persona. És un terme forense, apropiant-se de les actuacions i del seu mèrit; i, per tant, només pertanyen als agents intel·ligents, capaços d'una llei, i la felicitat i la misèria. Aquesta personalitat s'estén més enllà de l'existència present fins al passat, només per la consciència, per la qual cosa es torna preocupada i responsable; posseeix i s'imputa a si mateix les accions passades, només pel mateix motiu i per la mateixa raó que fa el present. Tot el que es fonamenta en una preocupació per la felicitat, el concomitant inevitable de la consciència; allò que és conscient del plaer i del dolor, desitjant que aquell jo que és conscient sigui feliç. I, per tant, siguin quines siguin les accions passades que no pugui reconciliar o Apropiar-se a aquest jo present per la consciència, no pot estar més preocupat per això que si no s'haguessin fet mai: i rebre plaer o dolor, és a dir, recompensa o càstig, a causa de qualsevol tal acció, és tot un com per ser fet feliç o miserable en el seu primer ésser, sense cap demèrit en absolut. Perquè, suposant que un HOME castigat ara pel que havia fet en una altra vida, de la qual se'l podria fer no tenir cap consciència, quina diferència hi ha entre aquest càstig i ser CREAT miserable? I per tant, conforme a això, l'apòstol ens diu que, en el gran dia, quan cadascú "rebrà segons les seves obres, els secrets de tots els cors seran exposats". La sentència s'ha de justificar per la consciència que tota persona haurà de tenir, que ELLS MESMES, en quins cossos apareguin, o a quines substàncies siguin a les quals s'adhereixi la consciència, són els mateixos que han comès aquestes accions i mereixen aquest càstig per ells. | » |

Per tant, la concepció de la identitat personal de Locke no la fonamenta en la substància o el cos, sinó en la "mateixa consciència continuada", que també és diferent de l'ànima, ja que l'ànima pot no tenir consciència de si mateixa (com en la reencarnació ). Crea un tercer terme entre l'ànima i el cos. Per a Locke, el cos pot canviar, mentre que la consciència segueix sent la mateixa. Per tant, la identitat personal, per a Locke, no està en el cos sinó en la consciència.

### Intuïció filosòfica
Bernard Williams presenta un experiment mental que apel·la a les intuïcions sobre què és ser la mateixa persona en el futur. L'experiment mental consta de dos enfocaments del mateix experiment.
Pel primer enfocament Williams suggereix que suposem que hi ha algun procés pel qual sotmetre'l a dues persones pot donar lloc a que les dues persones hagin " intercanviat " cossos. El procés ha posat en el cos de la persona B els records, les disposicions conductuals i les característiques psicològiques de la persona que abans de sotmetre's al procés pertanyia a la persona A ; i a la inversa amb la persona B. Mostrar això és suposar que abans de sotmetre's al procés es pregunta a la persona A i B a quina persona resultant, A-Body-Person o B-Body-Person, volen rebre un càstig i quina recompensa. En sotmetre's al procés i rebre el càstig o la recompensa, sembla que A-Body-Person expressa els records d'escollir qui rep quin tractament com si aquella persona fos la persona B; a la inversa amb B-Body-Person.
Aquest tipus d'aproximació a l'experiment mental sembla demostrar que, ja que la persona que expressa les característiques psicològiques de la persona A és la persona A, la intuïció és que la continuïtat psicològica és el criteri de la identitat personal.
El segon enfocament és suposar que a algú se li diu que se li esborraran els records i després se'ls torturarà. Cal tenir por de ser torturat? La intuïció és que la gent tindrà por de ser torturada, ja que encara ho serà tot i no tenir els seus records. A continuació, Williams va demanar que considerés diversos escenaris similars.  La intuïció és que en tots els escenaris s'ha de tenir por de ser torturat, que encara és un mateix malgrat tenir els records esborrats i rebre nous records. L'últim escenari és idèntic al primer. 
En el primer enfocament, la intuïció és mostrar que la seva continuïtat psicològica és el criteri de la identitat personal, però en el segon enfocament, la intuïció és que és la continuïtat corporal el que és el criteri de la identitat personal. Per resoldre aquest conflicte, Williams considera que la intuïció d'un en el segon enfocament és més forta i si se li donés l'opció de distribuir un càstig i una recompensa, voldria que el seu cos-persona rebés la recompensa i l'altre cos-persona rebé el càstig. encara que aquell altre cos-persona tingui els seus records.

### Continuïtat psicològica
En psicologia, la continuïtat personal, també anomenada persistència personal o autocontinuïtat, és la connexió ininterrompuda sobre una persona concreta de la seva vida privada i personalitat. La continuïtat personal és la unió que afecta les facetes que sorgeixen de la personalitat per tal d'evitar discontinuïtats d'un moment a un altre. 
La continuïtat personal és una part important de la identitat ; aquest és el procés d'assegurar que les qualitats de la ment, com l'autoconsciència, la sensibilitat, la saviesa i la capacitat de percebre la relació entre un mateix i l'entorn, siguin coherents d'un moment a l'altre. La continuïtat personal és la propietat d'un període continu i connectat i està íntimament relacionada amb el cos o l'ésser físic d'una persona en un únic continu de quatre dimensions. L'associacionisme, una teoria de com les idees es combinen a la ment, permet que esdeveniments o punts de vista s'associïn entre si a la ment, donant lloc així a una forma d'aprenentatge. Les associacions poden resultar de contigüitat, semblança o contrast. Mitjançant la contigüitat, un associa idees o esdeveniments que solen passar al mateix temps. Alguns d'aquests fets formen una memòria autobiogràfica en què cadascun és una representació personal dels fets i fets personals generals o específics.
La integritat de l'ego és el concepte psicològic de la garantia acumulada de l'ego de la seva capacitat d'ordre i significat. La identitat de l'ego és la confiança acumulada que la igualtat interior i la continuïtat preparades en el passat coincideixen amb la igualtat i continuïtat del significat d'un per als altres, com s'evidencia en la promesa d'una carrera. El cos i les expressions dels òrgans de control de l'ego i dels altres atributs de la dinàmica d'un sistema físic per afrontar les emocions de la mort de l'ego en circumstàncies que poden convocar, de vegades, l'autoabandonament antiteonímic.

### Continuum d'identitat
S'ha argumentat a partir de la naturalesa de les sensacions i les idees que no existeix una identitat permanent. Daniel Shapiro afirma que una de les quatre visions principals sobre la identitat no reconeix una "identitat permanent" i en canvi pensa en "pensaments sense pensador": "una carcassa de consciència amb emocions i pensaments a la deriva però sense essència". Segons ell, aquesta visió es basa en el concepte budista d' anatta, "un flux de consciència en contínua evolució". Malcolm David Eckel afirma que “el jo canvia a cada moment i no té una identitat permanent” —és un “procés constant de canvi o devenir”; un "jo fluid en constant canvi".

## Teoria del paquet del jo

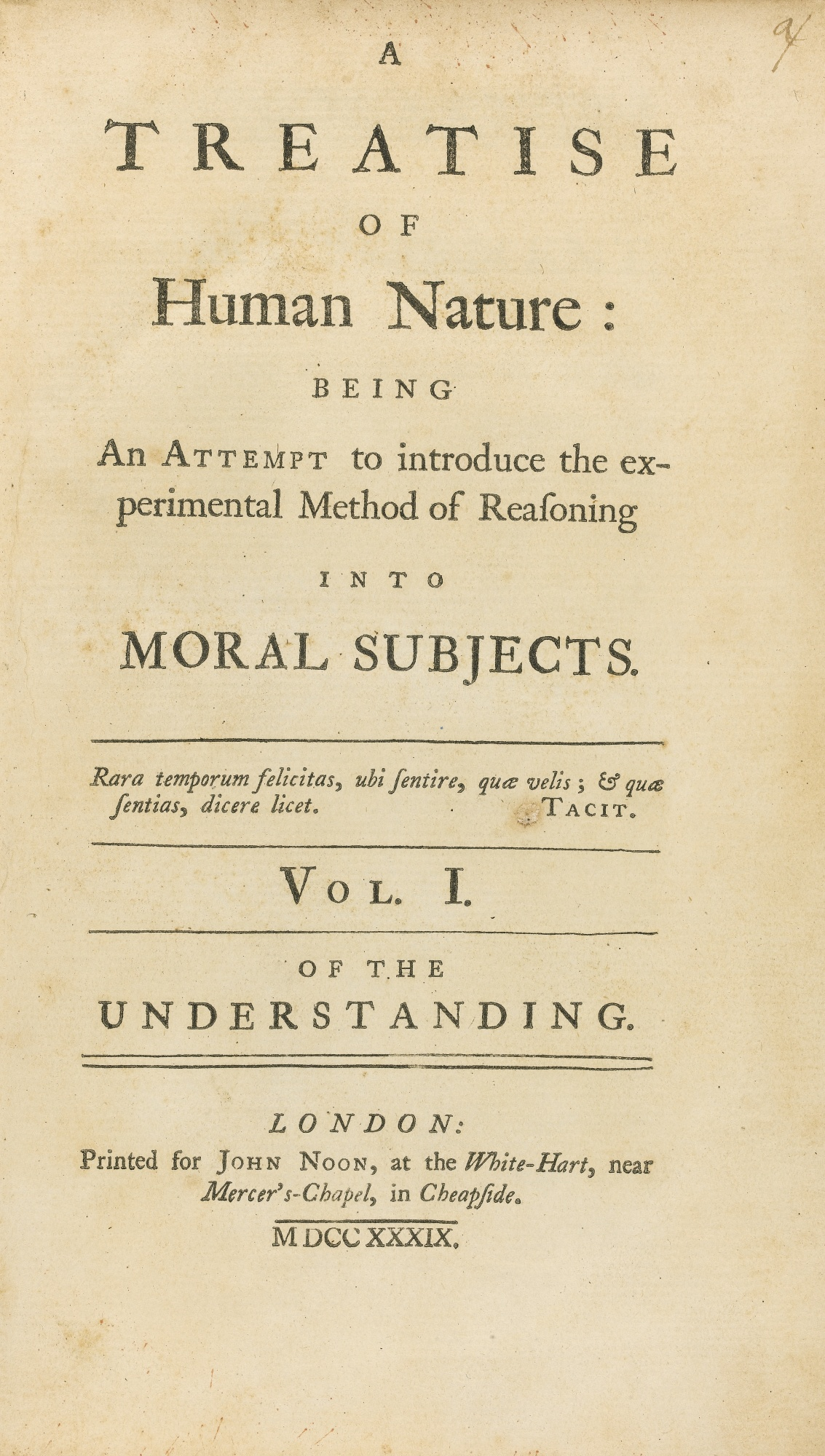
Un tractat de la naturalesa humana: ser un intent d'introduir el mètode experimental de raonament en temes morals. Per a John Noon, 1739

David Hume es va dedicar a examinar el problema ment-cos. Hume també va investigar el caràcter d'una persona, la relació entre la naturalesa humana i animal i la naturalesa de l'agència. Hume va assenyalar que tendim a pensar que som la mateixa persona que érem fa cinc anys. Tot i que hem canviat en molts aspectes, la mateixa persona sembla present ara que hi havia llavors. Podríem començar a pensar quines característiques es poden canviar sense canviar el jo subjacent. Hume va negar una distinció entre les diverses característiques d'una persona i el jo misteriós que suposadament porta aquestes característiques. Quan comencem a introspectar :
Sempre ensopeguem amb alguna percepció particular o una altra. … Puc aventurar-me a afirmar de la resta de la humanitat, que no són res més que un feix o col·lecció de percepcions diferents que se succeeixen amb una rapidesa inconcebible i estan en perpetu flux i moviment.
És evident que en el curs del nostre pensament i en la constant revolució de les nostres idees, la nostra imaginació passa fàcilment d'una idea a una altra que s'hi s'assembla, i que només aquesta qualitat és per a la fantasia un vincle i una associació suficients. També és evident que, com que els sentits, en canviar els seus objectes, han de canviar-los regularment i prendre'ls tal com estan contigus entre si, la imaginació ha d'adquirir, per llarg costum, el mateix mètode de pensar i córrer per les parts. de l'espai i del temps en concebre els seus objectes.
Observeu en particular que, segons Hume, aquestes percepcions no pertanyen a res. Hume, semblant al Buda, compara l'ànima amb una comunitat, que conserva la seva identitat no en virtut d'alguna substància bàsica perdurable, sinó en estar composta per molts elements diferents, relacionats, i tanmateix en constant canvi. La qüestió de la identitat personal es converteix llavors en una qüestió de caracteritzar la cohesió fluixa  de la pròpia experiència personal. 
En resum, el que importa per a Hume no és que la "identitat" existeixi, sinó el fet que les relacions de causalitat, contigüitat i semblances s'obtinguin entre les percepcions. Els crítics de Hume afirmen que perquè els diferents estats i processos de la ment semblin unificats, ha d'haver alguna cosa que percebi la seva unitat, l'existència de la qual no seria menys misteriosa que una identitat personal. Hume soluciona això considerant la substància engendrada per la unió de les seves propietats.

## Teoria del no-jo
La "teoria del no-jo" sosté que el jo no es pot reduir a un paquet perquè el concepte d'un jo és incompatible amb la idea d'un paquet . Proposicionalment, la idea d'un paquet implica la noció de relacions corporals o psicològiques que de fet no existeixen. James Giles, principal exponent d'aquesta visió, argumenta que la teoria del no-jo o eliminativista i la teoria del paquet o reduccionista coincideixen sobre la inexistència d'un jo substantiu. La teoria reduccionista, segons Giles, ressuscita erròniament la idea  del jo en termes de diversos relats sobre les relacions psicològiques .  La teoria del no-jo, en canvi, "deixa que el jo estigui on ha caigut". Això es deu al fet que la teoria del no-jo rebutja totes les teories del jo, fins i tot la teoria del paquet. En la lectura de Giles, Hume és en realitat un teòric del no-jo i és un error atribuir-li una visió reduccionista com la teoria del paquet. L'afirmació de Hume que la identitat personal és una ficció recolza aquesta lectura, segons Giles.
La visió budista de la identitat personal també és una teoria del no-jo més que una teoria reduccionista, perquè el Buda rebutja els intents de reconstruccions en termes de consciència, sentiments o cos en nocions d'un Jo etern/permanent, immutable, ja que els nostres pensaments, personalitats i cossos mai són els mateixos de moment en moment, com s'explica específicament a Śūnyatā.
Segons aquesta línia de crítica, el sentit del jo és un artefacte evolutiu,  que estalvia temps en les circumstàncies per les quals va evolucionar. Però el sentit d'un mateix es trenca quan es tenen en compte alguns esdeveniments com ara la pèrdua de memòria, el trastorn d'identitat dissociatiu , el dany cerebral, el rentat de cervell i diversos experiments mentals. Quan es presenten imperfeccions en el sentit intuïtiu del jo i les conseqüències d'aquest concepte que es basen en el concepte estricte del jo, es produeix una tendència a reparar el concepte, possiblement a causa de la dissonància cognitiva. 
L'individualisme obert és un terme encunyat per Daniel Kolak que fa referència a la visió de la filosofia del jo que només existeix un subjecte numèricament idèntic, que és tothom en tot moment, en el passat, present i futur.: 617 És una solució teòrica a la qüestió de la identitat personal, que es contrasta amb l'"individualisme buit", la visió que les identitats personals corresponen a un patró fix que desapareix instantàniament amb el pas del temps, i amb l'"individualisme tancat", la visió comuna que les identitats són particulars dels subjectes i, tanmateix, sobreviuen al llarg del temps.: xxii 

## Filosofia experimental
Des del segle XXI, els filòsofs també utilitzen els mètodes de la ciència psicològica per entendre millor les intuïcions filosòfiques. Aquest enfocament empíric de la filosofia es coneix com a filosofia experimental o "xPhi" per abreviar. Els estudis a xPhi han trobat que diversos factors psicològics prediuen variacions fins i tot en les opinions dels filòsofs sobre la identitat personal.

### Teoria del jo moral
Els resultats de xPhi suggereixen que les intuïcions morals poden tenir una gran influència en les nostres intuïcions sobre la identitat personal. Per exemple, alguns filòsofs experimentals han descobert que quan una persona pateix un canvi dramàtic (per exemple, una lesió cerebral traumàtica), és menys probable que la gent pensi que la persona és "la mateixa" després del seu canvi dramàtic si la persona va empitjorar moralment (com oposat a moralment millor). Dades com aquesta donen suport a la "hipòtesi del jo moral", que "els trets morals són essencials" per a la identitat personal, i alguns van arribar a dir que: "Quan algú experimenta un canvi mental dramàtic, la seva identitat numèrica, tant si és la mateixa persona que eren abans, pot semblar interrompuda".

### Numèric i qualitatiu
Tot i que s'ha trobat que la direcció del canvi (per exemple, millora moral versus deteriorament moral) provoca canvis substancials en els judicis de la gent sobre la identitat personal, diversos estudis troben que cap d'aquests canvis constitueix pensar que algú no és numèricament idèntic a la persona. eren abans del canvi, de manera que la persona abans del canvi és una persona i la persona després del canvi és una segona persona completament separada: quan es va preguntar a la gent quantes persones es descriuen en casos de canvi moral dramàtic, la gran majoria de respostes eren "un" (en lloc de dos o més). Això s'alinea amb l'evidència més recent que aquests canvis en les intuïcions sobre la identitat personal es refereixen a la identitat qualitativa (és a dir, com és de semblant a una versió anterior d'ells mateixos) més que a la identitat numèrica (és a dir, si hi ha dues o més persones descrites per casos en que una persona experimenta un canvi dramàtic).